# Daphnopsis purpusii
Daphnopsis purpusii är en tibastväxtart som beskrevs av T. S. Brandegee. Daphnopsis purpusii ingår i släktet Daphnopsis och familjen tibastväxter. Inga underarter finns listade i Catalogue of Life.